# Vanguard Records
Pour les articles homonymes, voir Vanguard.
Vanguard Records est un label de musique américain créé en 1950 par les frères Seymour et Maynard Solomon à New York. C'est un label axé principalement sur la musique classique tout au long de son apogée dans les années 1950 et 1960, mais il est surtout connu pour son catalogue d'enregistrements de musiciens importants du jazz, de la musique folk et du blues.
The Bach Guild en était une filiale consacrée à l'œuvre de Jean-Sébastien Bach.
Vanguard est acquis par Concord Bicycle Music en avril 2015.

## Artistes produits
- Maurice Abravanel
- Joan Baez
- Alfred Brendel
- Country Joe McDonald
- Robert Cray
- Alfred Deller
- Mischa Elman
- John Fogerty
- The Frost
- Merle Haggard
- John Hammond Jr.
- Anton Heiller
- John Hiatt
- Chris Isaak
- Skip James
- Gustav Leonhardt
- Mississippi John Hurt
- Guiomar Novaes
- Sinéad O'Connor
- Joan Osborne
- Linda Ronstadt
- Buffy Sainte-Marie
- Junior Wells
- Buddy Guy
- Sandy Bull